# Stazione di Moran
Moran (모란역 - 牡丹驛, Moran-nyeok ) è una stazione ferroviaria e metropolitana, capolinea meridionale della linea 8 della metropolitana di Seul e offre l'interscambio con la Linea Bundang gestita dalla Korail.

## Linee
Korail
■ Linea Bundang (Codice: K225)
 SMRT
● Linea 8 (Codice: 826)

## Struttura
Entrambe le linee sono realizzate sottoterra, ciascuna con due marciapiedi laterali con binari passanti, e porte di banchina a protezione dei binari.
Il mezzanino si trova al primo piano interrato, mentre la linea Bundang si trova al secondo sotterraneo, e la linea 8 al terzo sotterraneo.
Linea 8 (livello B3)
| Direzione Amsa  | ● Linea 8 | per Bokjeong, Mongchontoseong, Gangdong-gucheong, Cheonho e Amsa |
| Direzione Moran | ● Linea 8 | solo discesa passeggeri (capolinea attuale)                      |

Linea Bundang
| Dir. nord | ■ Linea Bundang | per Bokjeong, Suseo, Seolleung e Wangsimni |
| Dir. sud  | ■ Linea Bundang | per Jeongja, Giheung, Mangpo e Suwon       |

## Stazioni adiacenti
| «              | Servizio        | »          |
| Linea 8        | Linea 8         | Linea 8    |
| -------------- | --------------- | ---------- |
| 825 Sujin      | -               | Capolinea  |
| Linea Bundang  |                 |            |
| K224 Taepyeong | Locale Espresso | Yatap K226 |